# Psychotria transiens
Psychotria transiens är en måreväxtart som beskrevs av Herbert Fuller Wernham. Psychotria transiens ingår i släktet Psychotria och familjen måreväxter. Inga underarter finns listade i Catalogue of Life.